# ادوین هنکاک
ادوین هنکوک (انگلیسی: Edwin Hancock؛ زادهٔ ۲۴ ژوئن ۱۹۵۶) یک دانشمند رایانه بریتانیایی در دانشگاه یورک و متخصص در بینایی رایانه‌ای و تشخیص الگو است.
وی همچنین برندهٔ جوایزی همچون عضو پیوسته انجمن مهندسان برق و الکترونیک شده‌است.

## تحصیلات
ادوین هنکوک با مدرک کارشناسی در فیزیک در سال ۱۹۷۷، دکترا در فیزیک هسته‌ای انرژی بالا در سال ۱۹۸۱ و مدرک دکترای علوم با انتشار در سال ۲۰۰۸ از دانشگاه دورام فارغ التحصیل شد.

## حرفه و تخصص
هنکوک استاد بازنشسته بینایی رایانه در گروه علوم رایانه در دانشگاه یورک، و استاد کمکی و محقق اصلی مرکز نوآوری پکن برای داده‌های بزرگ و محاسبات مغزی در دانشگاه بیهانگ است. او کار تحقیقاتی خود را در زمینه فیزیک هسته‌ای انرژی بالا، با کار بر روی آزمایشات اتاقک حباب انجام شده در سرن و آزمایشگاه ملی شتاب‌دهنده اسلک بین سال‌های ۱۹۷۷ و ۱۹۸۴ آغاز کرد.
او در سال ۱۹۸۵ رشته خود را به کار در علوم رایانه تغییر داد و در حال حاضر تحقیقاتی را در زمینه استفاده از روش‌های مبتنی بر نمودار در بینایی رایانه، تشخیص الگو و شبکه‌های پیچیده انجام می‌دهد. او بر این تمرکز دارد که چگونه تشخیص الگو و یادگیری ماشین با استفاده از داده‌ها در قالب نمودارها امکان‌پذیر است و انجام می‌شود. او بیشتر به خاطر کارش در مورد تطبیق گراف و نظریه گراف طیفی شناخته شده است. او همچنین روی بینایی مبتنی بر فیزیک کار می کند، جایی که او بر چگونگی بازیابی شکل سطح و زیرساختار سطح از اطلاعات منتقل شده توسط پراکندگی نور و اندازه گیری های قطبش تمرکز کرده است. او تالیفات زیادی در این زمینه داشته است. او در سال ۲۰۲۱ به عنوان عضو آکادمی سلطنتی مهندسی، در سال ۲۰۱۶ به دلیل مشارکت در تشخیص الگو و بینایی رایانه به عنوان عضو مؤسسه مهندسان برق و الکترونیک (IEEE)، و در سال ۲۰۰۰ به عنوان عضو بین‌المللی انجمن تشخیص الگو انتخاب شد.